# Liste des députés européens de Malte de la 7e législature

Les députés européens de Malte pour la 7e législature 2009-2014 ont été élus à la suite des élections européennes de 2009 à Malte :
| Nom                  | Parti              | Groupe parlementaire européen | Observation    | Portrait |
| -------------------- | ------------------ | ----------------------------- | -------------- | -------- |
| Simon Busuttil       | Parti nationaliste | PPE                           | Député sortant |          |
| David Casa           | Parti nationaliste | PPE                           | Député sortant |          |
| Louis Grech          | Parti travailliste | S&D                           | Député sortant |          |
| Edward Scicluna      | Parti travailliste | S&D                           |                |          |
| John Attard-Montalto | Parti travailliste | S&D                           | Député sortant |          |

## Député observateur
| Nom              | Parti              | Observation |
| ---------------- | ------------------ | ----------- |
| Joseph Cuschieri | Parti travailliste | observateur |